# Margarete Koch
Margarete Koch (* um 1470 in Bad Hersfeld; † 1537 in Burg Landeck; Pseudonym: die Garköchin) war eine Wanderpredigerin der osthessischen Täuferbewegung. Sie wurde bekannt durch den Schriftverkehr zwischen dem hessischen Landgrafen Philipp I. und dem sächsischen Kurfürsten Johann Friedrich I. Darin ging es um die Frage, wie mit den Täufern im hessisch-thüringischen Grenzgebiet zu verfahren sei.

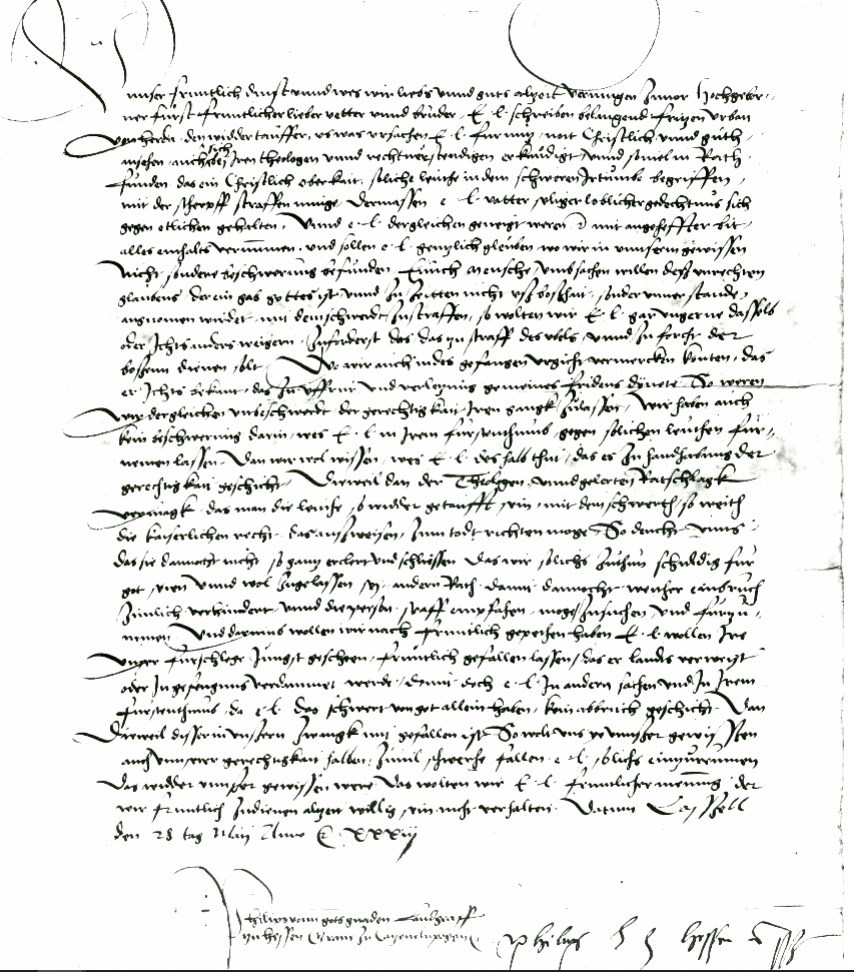
Landgraf Philipp an Kurfürst Friedrich wegen Behandlung der Wiedertäufer Fritz Erbe und Margarete Koch im Jahre 1533

## Leben
Margarete Koch war als Frau eine besondere Gestalt der osthessischen Täufer, in den hessischen und thüringischen Wiedertäuferakten wird sie oft „die alte Garköchin“ genannt. Als sie sich dem Täufertum zuwandte, war sie bereits eine ältere Witwe. Sie stammte aus Bad Hersfeld oder der näheren Umgebung von Hersfeld. In Hersfeld wurde sie auch von Melchior Rinck, bald nach dessen Entlassung aus dem Gefängnis zu Haina, im Jahre 1531 getauft, gehörte also ursprünglich zum Täuferkreis Hersfeld. Wegen ihrer täuferischen Umtriebe wurde sie aus der Stadt und dem Fürstentum Hessen ausgewiesen. Sie begab sich daraufhin, möglicherweise in der Gefolgschaft ihres Lehrers Melchior Rinck zunächst nach Vacha, wo sie jedoch alsbald ein zweites Mal aus Hessen verwiesen wurde. Sie begab sich in das westliche Thüringen, wo sie in dem zum Amt Hausbreitenbach gehörenden Dorf Herda bei einem Bauern namens Fritz Erbe Aufnahme fand. Über ein Jahr lang konnte sie ungehindert ihre täuferische Tätigkeit entfalten. Dann erfolgte auch hier der Zugriff der Behörden. Am Neujahrstag des Jahres 1533 wurde sie zusammen mit Fritz Erbe durch den Amtmann von Hausbreitenbach, Philipp Metzsch, in Erbes Haus zu Herda gefangen genommen und in Hausbreitenbach gefangen gesetzt.
Am 1. Mai 1533 wurde sie durch die beiden Pfarrer Konrad Burbach (Gerstungen) und Martin Berstadt (Berka/Werra), einem Verhör unterzogen. Doch die Hoffnung, dass sie infolge der langen Haft und wegen der ihr drohenden Strafe zum Widerruf bereit sein werde, war vergeblich. Deshalb wurde Margarete Koch wieder in ihr Gefängnis zu Hausbreitenbach zurückgeführt, aus dem jedoch Fritz Erbe einige Wochen später nach Eisenach und auf die Wartburg überführt wurde. In einem weiteren Verhör, das in der Zeit vom 19. bis 21. Juli 1533 in Berka/Werra durchgeführt wurde, wurde neben achtzehn anderen Anhängern der Bewegung auch „Margaretha Garkochin“ vernommen. Mit den in diesem Verhör gemachten Aussagen erwies sie sich nicht nur als eine treue Anhängerin und gelehrige Schülerin Melchior Rincks, vielmehr zeigen diese auch eine auffallende Übereinstimmung mit denen der Täufer zu Vacha am 11. November 1531. Die ihr vorgelegten Fragen betrafen im Übrigen die Taufe und das Abendmahl, die Stellung zum Eigentum sowie die Obrigkeit und den vergangenen Bauernaufstand. Da Margarete Koch auch diesmal nicht zum Widerruf bereit war und am Ende des Verhörs erklärte, sie wolle bei ihrer Meinung bleiben wurde sie auch jetzt wieder in ihr Gefängnis zu Hausbreitenbach zurückgebracht.
Erst ein Jahr später erinnerte der Amtmann den Kurfürsten an Fritz Erbe und Margarete Koch. Ein Schreiben des Kurfürsten beantwortete Landgraf Philipp am 10. März 1534: solange er keine eindeutigen und klaren Beweise habe, dass Fritz Erbe und die Garköchin neben ihrem täuferischen Irrtum Aufruhr suchten, könne und möge er sie nicht mit gutem Gewissen an ihrem Leibe strafen. Er sei jedoch durchaus bereit, mit den beiden wie mit den Wiedertäufern zu Sorga zu verfahren und sie aus dem Lande zu verweisen, zumal er selbst in seinem eigenen Lande seit deren Ausweisung kaum noch Schwierigkeiten habe. Der Kurfürst Friedrich war natürlich hiermit nicht einverstanden und forderte eine härtere Strafe. Dieser wechselnde Schriftverkehr bricht erst im Oktober 1536 ab. Die hessischen Akten enthalten aus dem darauffolgenden Jahr einen Bericht der Pfarrer Balthasar Raide, Hersfeld, Georgius Rupelius (Rüppel) und Casperus Mosebach, „Pastoren“ zu Vacha beziehungsweise Heringen, sowie Ciriacus Ortleip, Pfarrer zu Friedewald, mit Datum vom 22. Mai 1537. Aus ihm geht hervor, dass es auf Grund eines Befehles des Statthalters von Kassel, der durch den Vogt von Friedewald übermittelt wurde, an zwei verschiedenen Tagen in Friedewald – vermutlich auf dem dortigen Schloss – zwischen den vier Pfarrern und „Margreten Garköchin“ zu einer Unterredung kam. Die erste fand am Freitag nach Exaudi (18. Mai) die zweite am Dienstag nach Pfingsten (22. Mai) 1537 statt. Daraus ist zu schließen, dass man nach jahrelangem Hin und Her in Kursachsen die ganze Sache endlich leid war und Margarete Koch ausgewiesen und den landgräflichen Behörden übergeben wurde.
Infolgedessen kam sie erneut in Haft, diesmal auf Burg Landeck im Landecker Amt. Indessen hielt Margarete Koch, wohl ohnehin durch die jahrelange Gefangenschaft in Kursachsen bereits geschwächt, die nicht minder schwere Haft auf der Burg Landeck nur wenige Wochen aus. Sie wurde krank. Der Landgraf ordnete daher an, ihr die Haft zu erleichtern und sie vorübergehend an einem anderen Ort unterzubringen. Nach eingetretener Besserung ihres Gesundheitszustandes sollte sie jedoch wieder nach Burg Landeck zurückgebracht werden. Ob es dazu noch kam, wissen wir nicht, da dies zugleich die letzte Nachricht ist, die über die Garköchin vorliegt. Aber damit steht fest, dass sie bis Mitte 1537 noch gelebt hat. Es ist anzunehmen, dass sie infolge Alters und jahrelanger Gefangenschaft das gleiche Schicksal erlitt wie nach Jahren Fritz Erbe sowie ihr Meister Melchior Rinck und im Gefängnis gestorben ist. Denn in Anbetracht der Hartnäckigkeit und Standhaftigkeit, mit der diese Frau durch Jahre hindurch an ihrem täuferischen Bekenntnis festhielt, erscheint es ausgeschlossen, dass sie jemals widerrufen hat.